# Anita Rosén
Blanche Anita Renée Rosén, född 15 juni 1927 i Skellefteå, död 27 juli 1988 i Oscars församling i Stockholm, var en svensk skådespelare.
Anita Rosén är gravsatt i minneslunden på Norra begravningsplatsen utanför Stockholm.

## Filmografi
- 1950 – Kyssen på kryssen
- 1951 – Frånskild
- 1952 – Möte med livet
- 1952 – Flyg-Bom
- 1955 – Enhörningen